# Bugis (Anjatan)
Bugis is een bestuurslaag in het regentschap Indramayu van de provincie West-Java, Indonesië. Bugis telt 7170 inwoners (volkstelling 2010).